# Фатєєв Олексій Вікторович
Олексій Вікторович Фатєєв (нар. 30 листопада 1974, Куп'янськ, Харківська область, УРСР) — російський і український актор театру та кіно.

## Життєпис
Олексій Фатєєв народився 30 листопада 1974 року в місті Куп'янськ Харківської області. Отримав у шкільні роки музичну освіту.
Після закінчення школи Олексій Фатєєв вступив у Українського державного університету залізничного транспорту. Після отримання диплома залізничного транспорту Олексій Фатєєв стає студентом Харківського училища культури, де обрав для себе спеціальність «Диригент-хоровик». Під час навчання в училищі Олексій Фатєєв бере активну участь у дипломних постановках випускників режисерського факультету університету мистецтв. 
Після закінчення училища вступає у Харківський національний університет мистецтв імені Івана Котляревського. У 1999 році Олексій Фатєєв закінчив Харківський університет мистецтв (керівник курсу — Є.В.Лисенко) і відразу ж був запрошений на роботу в Харківський державний академічний російський драматичний театр імені О. С. Пушкіна у Харкові. На сцені Харківського Російського театру Олексій Фатєєв дебютував у виставах, починаючи з другого курсу університету. Цьому театру Фатєєв віддав 9 років життя і зіграв у десятках вистав.
Паралельно Фатєєв грав як запрошений актор ще в одному театрі Харкова — «Нова сцена».
У 2006 році Олексій Фатєєв вирушає з Харкова до Москви, відповівши згодою на запрошення працювати в Московському академічному театрі імені Маяковського.

## Особисте життя
Олексій Фатєєв одружений, дружину звати Аліна, виховує доньку Марію (нар. 2015).

## Ролі в театрі
Харківський театр імені О.С.Пушкіна
- Люсіндо — Лопе де Вега «Хитромудрий закохана»;
- Жермен Віньон, Луї Сабатье — Робер Ламуре «Моя парижанка»;
- Барановський — І.Сургучьов «Осінні скрипки»;
- Директор — А.Касона «Дерева вмирають стоячи»;
- Принц Голштинський — Григорій Горін «Блазень Балакірєв»;
- Сергій — М.С.Лесков «Леді Макбет Мценського повіту»;
- Джордж Піґден — Рей Куні «Номер тринадцятий»;
- Джон Сміт — Рей Куні «Занадто одружений таксист»;
- Дантес — Михайло Левітін «Нелюд»;
- Жорж Дюруа — Гі де Мопассан «Милий друг»;
- Арбенін — Микола Лєрмонтов «Маскарад»;

Театр «Нова сцена»
- Дмитро — О.Мухіна «Ю»;
- Телегін — Антон Чехов «Дядя Ваня»;
- Алджернон Монкріф — О.Вайльд «Як важливо бути серйозним»;
- Гамлет — Том Стоппард «Розенкранц і Гільденстерн мертві»;
- Біллі — Том Стоппард «Відображення».

Театр Марії Коваленко при Харківському Будинку Актора ім. Л.Сердюка
- моноспектакль за О. С. Пушкіним «Миттєвості поета» (1999).

Московський театр музики і поезії
- «Краплі датського короля» за творами Булата Окуджави.

Московський театр ім. Вл.Маяковского
- Миловидов — О.Островский «На велелюдному місці»;
- Арнольд — Сомерсет Моем «Коло»;
- Оскар Медісон — Ніл Саймон «Розлучення по-чоловічому»;
- Клаудіо Папетті; Конферансьє — А.Вернье «Авантюристи»;
- Добролюбов; Капітан Гвоздила — Денис Фонвізін «Бригадир або Амури в снігу»;
- Осип — Микола Гоголь «Ревізор»;
- Степан — Микола Гоголь «Одруження».
- Андрій Прозоров — Антон Чехов «Три сестри»;
- Огюстен — Жан Летраз «Діти псують відносини»;
- Сергій — Д. Богославський «Любов людей»;
- Олексій Бєляєв — Іван Тургенєв «Місяць у селі»;
- Кріс Келлер — А. Міллер «Всі мої сини».

## Фільмографія
- 2005 — «Присяжний повірений» — Андрій Муратов
- 2006 — «Ситуація 202» — менеджер
- 2007 — «Закон і порядок: Відділ оперативних розслідувань-2» — Степан Биков
- 2008 — «Ділки. Бути разом» — інспектор ДПС (немає в титрах)
- 2009 — «Виходжу тебе шукати» — головлікар психклініки
- 2009 — «Глухар-2» — Андрій
- 2009 — «Десантура» — ротний
- 2009 — «Бажання» — Сергій
- 2009 — «Іван Грозний» — окольничий Головін
- 2010 — «Ворожіння при свічках» — Толя, водій Шеметова[1]
- 2010 — «По гарячих слідах» — Володимир Іванович Пантелеймонов, фізрук
- 2011 — «Фурцева» — Андрій Михайлович, помічник Фурцевой
- 2012 — «М.У.Р.» — Парамонов, кінолог
- 2012 — «Щасливий квиток» — Ілля Дронов[2]
- 2012 — «Дівчина в пристойну родину» — Костянтин
- 2012 — «Метро» — рятувальник
- 2013 — «Будинок з ліліями» — Сергій Морозов
- 2013 — «Умови контракту» — Ігор Андрійович Усов
- 2014 — «На глибині» — Жирков
- 2014 — «Коли його зовсім не чекаєш» — Павло, друг Олексія та Соні
- 2014 — «Посмішка пересмішника» — Андрій Рудін, слідчий, капітан поліції
- 2014 — «Орлова і Александров» — Іван Пир'єв
- 2014 — «Тетянина ніч» — Юрій Рогов майор КДБ
- 2015 — «Втеча за мрією» — лікар
- 2015 — «Непідсудні» — Кононов
- 2015 — «Курортний роман» — Гліб
- 2015 — «Гречанка» — Сергій Лакшин[3]
- 2016 — «Запах лаванди» — Сергій Федорович Берестов
- 2017 — «Експропріатор» — Кудрявцев
- 2017 — «Калейдоскоп долі» — Єгор Калінін
- 2017 — «Некохання»

## Нагороди та номінації
- 2003 — лауреат муніципальної премії імені Івана Мар'яненка — за роль Джорджа Пігдена в спектаклі «Номер 13».
- 2013 — театральна премія «МК» в номінації «Найкраща чоловіча роль» — за роль Сергія в спектаклі «Любов людей».